# Nils Bohman
Nils Axel Erik Bohman, född 9 september 1902 i Jakob och Johannes församling, Stockholm, död 1 december 1943 i Sollentuna församling, Uppland, var en svensk författare, översättare och journalist.

## Biografi
Efter studier vid Stockholms Högskola 1922-1928 var han lärare vid Borgarskolan i Stockholm 1929-1935. Han medarbetade i Nya Dagligt Allehanda 1928-1934, i veckotidningen Nu 1934-1936 och i BLM 1932-1943. Han var huvudredaktör för Svenska män och kvinnor 1942-1943.
”B:s poesi innefattar lyriskt klangfulla dikter, mästerligt skrivna pastischer o översättningar av framför allt engelska poeter (t ex J Milton, M Drayton, G K Chesterton).” (Litteraturlexikon: svensk litteratur under 100 år, Natur och kultur, 1974, s. 46)
Han skrev bl.a under pseudonymerna "Nikolaus Brusenbaum" samt "Sven i Rosengård" (Sven Stolpe; "Student-23", J A Lindblads Förlag, Uppsala 1958, sid 83)

### Redaktör
- Present-day Sweden : an illustrated publication giving glimpses of Swedish work of to-day / [Text och redigering: Nils Bohman] ; [Plan och typografi: Bror Zachrisson] ; [Illustrationsmaterialet insamlat av K. Sandels]. Stockholm: Vepe. 1937. Libris 2984721 - Även med svensk, fransk och tysk titel och text.
- Med folket för fosterlandet. 1-2 / Centralkommittén för 1938 års nationalinsamling ; [red.: Ernst Killander och Nils Bohman]. Stockholm: Svensk litteratur i distr. 1938. Libris 1373120
- När konung Gustaf fyllde 80 år : en minnesskrift utg. till förmån för 1938 års nationalinsamling / red. av Ernst Killander, Robert Josephsson och Nils Bohman. Stockholm: Åhlén & Åkerlund. 1938. Libris 1370755 - Medredaktö
- Vår ärorika historia : svenska öden under 1000 år : våra yppersta konstnärers historietavlor återgivna i utsökt färgreproduktion och koppargravyr : Vårt Hems presentalbum 1938 / bildtexter av Bo Enander och Nils Bohman. Stockholm. 1938. Libris 2498966
- Från brännvinsdraken till studiecirkeln : bilder från Godtemplarordens arbete i Sverige  / red. Lisa Franzén och Nils Bohman. Stockholm. 1939. Libris 917550
- Svenska män och kvinnor : biografisk uppslagsbok. 1-8 / [huvudredaktör: Nils Bohman]. Stockholm: Bonnier. 1942-1955. Libris hstk0r7ffzw18jtv. https://runeberg.org/smok/

### Översättningar (urval)
- William Buehler Seabrook: Mysteriernas ö (The magic island) (Natur och kultur, 1929)
- Dunbar Plunket Barton: Bernadottes underbara levnad (Natur och kultur, 1929)
- Ethel Colburn Mayne: Lord Byrons hustru (The life and letters of Anne Isabella Lady Noel Byron) (översättning I. von Tell, breven och dikterna översatta av Nils Bohman, Natur och kultur, 1930)
- A. A. Milne: Gåtan på Red House (The Red House mystery) (Bonnier, 1933)
- Arnold Kübler: Lyckan kommer ... (Der verhinderte Schauspieler) (Wahlström & Widstrand, 1934)
- Evelyn Waugh: Okynniga svartingar: en skälmroman från kejsardömet Azania (Black mischief) (Wahlström & Widstrand, 1935)
- Litauiska noveller : ett urval av modern litauisk novellkonst / Biliūnas, Krėvė ... ; till svenska av Ragnar Öller och Nils Bohman. Stockholm: Vepe. 1940. Libris 359437
- Walt Disney's den fredliga draken (Algas konst & bokförlag, 1943)